# Acer mazandaranicum
Acer mazandaranicum — вид клена, ендемік Ірану.

## Опис
Цей вид являє собою високе дерево 35–45 м. Росте у вологому лісі. Це швидкорослий і тіньовитривалий з рясним виробництвом насіння.

## Поширення
Зустрічається лише в лісах на південь від Сарі на півночі Ірану. Зразки відомі поблизу заповідної території Парвар. Ліс, у якому зустрічається цей вид, піддається ризику через вирубку, інвазивні види та підвищену кількість пожеж.